# Automobilens snakerun
Automobilens snakerun (även kallad Automobilens skateboardbana eller Falkenbergs snakerun), är namnet på en av Sveriges första skateboardanläggningar. Den är belägen i Olofsbo, cirka 6 kilometer nordväst om Falkenberg längs den gamla europavägen. Anläggningen är Sveriges första snakerun. Den har en längd på 35 meter, är slingrande till formen, och har ett underlag av betong. Den byggdes sommaren 1978 och är den enda kvarvarande och åkbara av det sena 70-talets skateboardanläggningar, därtill kultförklarad av många utövare.
2008 föreslogs den bli ett byggnadsminne. Länsstyrelsen i Hallands län avslog ansökan i mars 2010 på grund av att den ansågs vara alltför förfallen och saknade förutsättningar för att långsiktigt bevaras som byggnadsminne. Namnet Automobilen kommer från den sedan länge nedlagda vägkrog som kallades så, och vars omgivande område med tiden kom att utvecklas till bland annat ett nöjesfält.